# Josef Hassid
Josef Hassid est un violoniste polonais, né le 28 décembre 1923 à Suwalki en Pologne et mort le 7 novembre 1950 à Epsom, en Angleterre. Violoniste prodige, il est remarqué dans sa jeunesse par plusieurs musiciens, dont le violoniste Carl Flesch, pour la qualité de son jeu. Jeune adulte, il présente des troubles psychiques et une schizophrénie lui est diagnostiquée. Traité au Royaume-Uni, où il réside depuis le début de la Seconde Guerre mondiale, il meurt d'une méningite, complication d'une lobotomie bilatérale.
Josef Hassid est reconnu par plusieurs musiciens pour la qualité de son jeu, notamment le son qu'il produisait avec son violon. Fritz Kreisler estime ainsi qu'il surpassait les grands violonistes de son époque sur cet aspect.

## Biographie
Josef Hassid est né à Suwalki (Pologne) le 28 décembre 1923.
Il commence le violon durant son enfance et montre rapidement de grandes habiletés. Il entre à l'âge de dix ans à l’Académie Chopin de Varsovie et se produit sur scène à partir de 1932,. En 1935, il reçoit un diplôme d'honneur au concours Wieniawski de Poznań.
Durant sa formation, Josef Hassid a l'occasion d'étudier avec Carl Flesch.
En 1938, il part avec son père à Londres. Avec le début de la Seconde Guerre mondiale, Josef Hassid reste au Royaume-Uni. Il y donne plusieurs concerts et réalise quelques enregistrements (HMV).
En 1938, le jeune homme présente des signes de troubles psychiques. Pris en charge et interné, une schizophrénie lui est diagnostiquée en 1943. En 1950, il subit une lobotomie bilatérale à l'hôpital psychiatrique de Long Grove (Epsom). Il meurt le 7 novembre d'une méningite, complication de l'opération.

## Jeu
Dans sa jeunesse, Josef Hassid a impressionné plusieurs violonistes renommés par la qualité de son jeu, notamment Carl Flesch et Fritz Kreisler,.

« Un violoniste tel que Heifetz naît tous les cent ans, un violiniste tel que Hassid naît tous les deux cent ans. »

— Fritz Kreisler
Les musiciens qui l'ont côtoyé ou vu jouer insistent sur la qualité de son jeu, particulièrement sur le plan sonore.
Josef Hassid jouait sur un violon du luthier Jean-Baptiste Vuillaume.

## Enfant prodige
La vie de Josef Hassid, enfant prodige qui développe à l'âge adulte des troubles psychiques, est parfois prise en exemple au sein du milieu musical afin d'alerter quant aux risques pouvant affecter les enfants prodiges.

## Enregistrements
Mort jeune, Josef Hassid a laissé peu d'enregistrements à la postérité. Huit ont pu être conservés et ont été réédités par EMI :
- Capricieuse, op. 17 d'Edward Elgar
- Souvenir d'un lieu cher, op. 42 de Pyotr Ilyich Tchaikovsky
- Danzas españolas, Playera et Zapateado, op. 23 de Pablo de Sarasate
- Méditation de Thaïs, opéra Thaïs de Jules Massenet
- Caprice viennois, op. 2 de Fritz Kreisler
- Humoresques, op. 101 no. 7 d'Antonín Dvořák
- Mélodie hébraïque, op.33 de Joseph Achron